# Mehmet Aktaş
Mehmet Aktaş (* 1966 in Iğdır, Türkei) ist ein türkischer Dokumentarfilmer, Autor, Journalist und Filmproduzent kurdischer Herkunft. Er ist Gründer und Geschäftsführer der Berliner mîtosfilm Filmproduktion und -verleih.

## Leben
Mehmet Aktaş wurde 1971 in Igdir geboren. Auf Wunsch seines Vaters nahm er jedoch den Namen seines vor ihm verstorbenen Bruders an und wurde so als am 1. Januar 1966 geboren registriert. Er besuchte die Grund- und Mittelschule in Iğdir. Später machte er seinen Abschluss an der historischen Kabatas Boys High School in Istanbul als Internatsschüler. Danach begann er ein Studium an der juristischen Fakultät der Universität Istanbul.
Während seiner Studienzeit begann er als Journalist bei den Wochenzeitschriften Yeni Gundem und Sokak zu arbeiten, die von İletişim Publications herausgegeben werden. Dann begann er bei der Zeitung Özgur Gündem zu arbeiten. Aktaş wurde in seiner journalistischen Laufbahn durch seine Reportagen und Interviews bekannt, insbesondere im Kaukasus und in Zentralasien.
1994 ging er zusammen mit seinem Produzenten-Kollegen Senar Turgut nach Deutschland. Obwohl die in Istanbul ansässige Firma Senar Film neue Projekte in Deutschland vorbereitete, stellte sie ihre Aktivitäten nach kurzer Zeit wieder ein.
Aktaş kehrte in die ehemaligen Sowjetrepubliken zurück und begann dort als Journalist zu arbeiten. Mit seiner Dokumentarserie KOFI unternahm er eine Reise in seine Familiengeschichte. Er drehte eine Fernsehdokumentation über die Vertreibung seines eigenen Stammes, der Stämme BRUKAN und CELALI, von den Ausläufern des Ağrı-Gebirges bis zur chinesischen Grenze. Hier traf Aktaş zum ersten Mal seine Verwandten in Kasachstan und Kirgisistan. Später drehte er eine Fernsehdokumentation über das Leben des Dengbêjî Karapêtê Xaco, eines Kurden armenischer Herkunft. Nach diesem Dokumentarfilm gab Aktaş den Journalismus ganz auf und begann, als Drehbuchautor und Produzent im Bereich des Films zu arbeiten.

## Filmkarriere
Aktaş kam Mitte der 1990er Jahre nach seinem Studium an der Juristischen Fakultät Istanbul in die Bundesrepublik. 2002 gründete er das erste kurdische Filmfestival Deutschlands, das später durch die Hauptstadtkulturfonds gefördert wurde.
Mehmet Aktaş produzierte mit mîtosfilm Langspielfilme wie Après La Chute von Hiner Saleem (2009), Land of Legend von Rahim Zabihi (2008) und Close Up Kurdistan (2007) von Yüksel Yavuz. 2009 wurde der von ihm produzierte Film des Regisseurs Bahman Ghobadi, No One Knows About Persian Cats, auf dem Filmfestival in Cannes ausgezeichnet mit dem Preis Un Certain Regard. Der 2013 ko-produzierte Spielfilm Before Snowfall erhielt den Preis für den besten nordischen Film auf dem Göteborg Film Festival und den Preis für den besten Arabischen Film (New Horizon) auf dem Abu Dhabi Film Festival. Den Special Award der Jury des Internationalen Filmfestivals Mannheim-Heidelberg bekam der Hauptdarsteller Taher Abdullah Taher.
2014 erschien Letter To The King, bei dem Mehmet Aktaş als Drehbuchautor mitgewirkt hat. Memories on Stone (2014) von Shawkat Amin Korki, für den Aktaş sowohl das Drehbuch verfasste als auch produzierte, gewann den Preis „Best Film of the Arab World“ bei dem Abu Dhabi Film Festival, „Bester Film“ bei dem 52. Antalya International Film Festival, sowie den „Unesco Prize“ bei den Asia Pacific Screen Awards. Der Irak wählte Memories on Stone zum offiziellen Oscar-Kandidaten. 2021 produzierte Aktaş The Exam, bei dem Shawkat Amin Korki Regie führte. Der Film feierte seine Weltpremiere auf dem Karloff Vary International Film Festival 2021, und war der offizielle Oscar-Kandidat des Iraks im Jahr 2022.
Im Februar 2023 feierte Im Toten Winkel von Ayşe Polat seine Premiere auf der 73. Berlinale in der Section Encounters. Der von mîtosfilm produzierte Film gewann bei dem 42. Istanbul Film Festival vier Preise, unter anderem den Firpesci-Preis und die Golden Tulip für den Besten Film. 2024 wurde Im Toten Winkel dreimal für den Deutschen Filmpreis nominiert; Beste Regie, Bestes Drehbuch und Bester Film.
Seit 2004 brachte Mehmet Aktaş mit seinem selbstgegründeten Filmverleih mîtosfilm, mit Schwerpunkt auf jungem türkischen, kurdischen, irakischen und iranischen Autorenkino, u. a. Filme wie Min dît  (2010), Süt (2008), Schildkröten können fliegen (2004) und Zwei Mädchen aus Istanbul (2005) in die deutschen Kinos. Hiermit verfolgt er auch politische Ziele: viele dieser Filme sind seiner Ansicht nach in der Lage, ein authentischeres Bild des Lebens im Nahen Osten zu zeichnen als es die hiesigen Nachrichten vermögen.
Von 2011 bis 2015 war Mehmet Aktaş zudem künstlerischer Direktor des Duhok International Film Festival.

## Filmografie (Auswahl)

### Spielfilme
Produzent
- 2023: Im Toten Winkel; Regie: Ayşe Polat
- 2022: The Rain Bride; Regie: Hussein Hassan
- 2021: The Exam; Regie: Shawkat Amin Korki
- 2016: Reseba - The Dark Wind; Regie: Hussein Hassan[6]
- 2016: Haus ohne Dach; Regie: Soleen Yusef[7]
- 2014: Memories on Stone; Regie: Shawkat Amin Korki
- 2014: Song of my mother; Regie: Erol Mintaş
- 2013: Before Snowfall; Regie: Hisham Zaman
- 2009: No One Knows About Persian Cats; Regie: Bahman Ghobadi
- 2009: Après La Chute; Regie: Hiner Saleem
- 2008: Land Of Legend; Regie: Rahim Zabihi
- 2008: Dol; Regie: Hiner Saleem

Leitender/geschäftsführender Produzent
- 2023: The Bride; Regie: Sérgio Tréfaut
- 2020: Notturno; Regie: Gianfranco Rosi

### Dokumentarfilme
- 2017: Die Legende vom hässlichen König; Regie: Hüseyin Tabak
- 2016: Gulistan, Land der Rosen; Regie: Zayne Akyol[8]
- 2007: Close up Kurdistan; Regie: Yüksel Yavuz
- 2005: Traces (Le peuple du Paon); Regie: Binevsa Bêrîvan
- 2003: Daf - Tambourine; Regie: Bahman Ghobadi
- 2004: The War Is Over; Regie: Bahman Ghobadi

### Als Autor
- 2022: The Rain Bride; Regie: Hussein Hassan
- 2014: Memories on Stone; Regie: Shawkat Amin Korki
- 2014: Letter to the King; Regie: Hisham Zaman